# CHU Helora - Hôpital de Mons - Site Kennedy

## Informations
Le CHU Helora - Site Kennedy est un hôpital public belge situé à Mons dans la province de Hainaut. Il fait partie de l’intercommunale « Centre Hospitalier Universitaire et Psychiatrique de Mons-Borinage », qui comprend également le CHP Chêne aux Haies. L’établissement porté auparavant le nom du célèbre chirurgien français Ambroise Paré.
Le site Kennedy dispose d’une capacité de 415 lits et constitue le principal employeur de la ville de Mons. Il est situé à proximité de l’école des Ursulines de Mons et du Stade Charles Tondreau.

### Anciens noms
- CHU Ambroise-Paré
- L'Hôpital Civil
- Hôpital Saint-Georges